# 南城戰鬥
南城戰鬥發生於1926年10月13日－14日，地點則是在中國贛東一帶，是國民革命軍北伐戰爭的戰鬥之一。南城戰鬥的交戰雙方，一方為國民革命軍，另一方為贛二師與北洋軍。

## 參看
- 中華民國北洋政府時期內戰戰鬥列表